# Zpověď královny střední školy
Zpověď královny střední školy (v anglickém originále Confessions of a Teenage Drama Queen) je americký muzikálový a komediální film z roku 2004. Režie se ujala Sara Sugarman a scénáře Gail Parent. Hlavní role hrají Lindsay Lohan, Adam Garcia, Glenne Headly, Alison Pill, Megan Fox a Carol Kane. Film měl premiéru ve Spojených státech dne 20. února 2004 a získal hlavně negativní reakce od kritiků. V České republice nebyl uveden do kin.

## Obsazení
- Lindsay Lohan jako Mary Elizabeth "Lola" Steppe
- Adam Garcia jako Stuart "Stu" Wolff
- Eli Marienthal jako Sam
- Tom McCamus jako Calum Steppe
- Alison Pill jako Ella Gerard
- Megan Fox jako Carla Santini
- Carol Kane jako slečna Baggoli
- Glenne Headly jako Karen Steppe
- Sheila McCarthy jako paní Gerardová
- Dina Lohan jako žena na ulici
- Alison Sealy-Smith jako Sgt. Rose
- Ashley Leggat jako Marcia
- Barbara Mamabolo jako Robin
- Maggie Oskam jako Paige Steppe
- Rachael Oskam jako Paula Steppe

## Produkce
Produkce filmu byla zahájena dne 5. května 2003. Natáčení bylo zahájeno 4. června 2003. Natáčení se odehrávalo v Torontu, Hamiltonu a Oakvillu. Scény odehrávající se na střední škole se natáčeli na škole King City Secondary School v King City a na Birchmout Park Collegiate Institute v Scarborough. 

### Casting
Původně byla role Loly nabídnuta Hilary Duff. Poté, co Duffová odmítla, roli převzala Lohan. 

## Přijetí

### Tržby
Film vydělal 29,3 milionů dolarů v Severní Americe a 3,7 milionů dolarů v ostatních oblastech, celkově tak vydělal 33 milionů dolarů po celém světě. Rozpočet filmu činil 37 milionů dolarů. Za první víkend docílil druhé nejvyšší návštěvnosti, kdy vydělal 9,3 milionů dolarů.

### Recenze
Na recenzní stránce Rotten Tomatoes získal z 91 započtených recenzí 13 procent. Na Česko-Slovenské filmové databázi snímek získal 37 procent.

### Ocenění a nominace
Za roli Loly získala Lindsay Lohan ocenění Teen Choice Awards v kategorii objev roku - herečka. 